# Bo Carpelan
Baron Bo Gustaf Bertelsson Carpelan (født 25. oktober 1926 i Helsinki, død 11. februar 2011 i Espoo) var en finsk digter og forfatter. Carpelan, der skrev på svensk, udgav sine første digte i 1946. Han skrev også flere romaner og noveller.
Bo Carpelan stammede fra en finsk adelsfamilie. Han gik på Svenska normallyceum i Helsinki og studerede derefter litteraturhistorie ved Helsinki Universitet. I 1960 modtog han en Ph.d. i filosofi.
Carpelan udgav i 1976 digtsamlingen I de mørke rum, i de lyse, der året efter vandt Nordisk Råds Litteraturpris. I 1997 modtog han Det Svenske Akademis nordiske pris. Carpelan var også den første til at modtage Finlandia-prisen to gange i henholdsvis 1993 og 2005.
Han ligger begravet på Hietaniemi kirkegård i Helsinki.